# Daniel Gottlob Reymann
Daniel Gottlob Reymann (* 24. November 1759 in Lüben (Schlesien); † 20. Oktober 1837 in Berlin) war ein deutscher Militärkartograf und Plankammer-Inspektor in Berlin.

## Leben

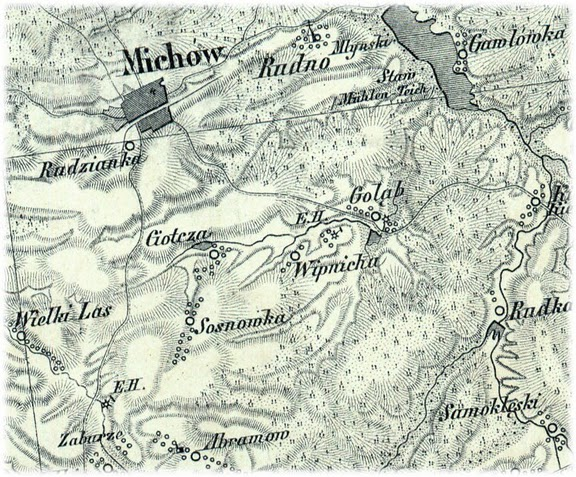
Detail aus einer Reymann-Karte

Als Sohn eines Zimmermanns war Reymann früh vertraut mit der Erstellung von Raumplänen und Messarbeiten. Nach erfolgreichem Schulabschluss absolvierte er eine Ausbildung zum Geometer bei der Bauinspektion in Liegnitz.
Als im Jahr 1778 der Bayerische Erbfolgekrieg drohte, trat er als Conducteur, also Ingenieur-Geograph, in die Armee ein. Seine Vorkenntnisse erleichterten Reymann die Arbeit in der Militärtopographie und brachten ihm das Lob des damals hochangesehenen Ingenieurmajors W. Müller ein. Nach Potsdam berufen, begann Reymann mit der Herstellung von Militärkarten, wie der Großen Kriegskarte in 240 Blättern und der Kriegskarte von Schlesien. 1788 erfolgte die Ernennung Daniel Gottlob Reymanns zum Inspektor der Plankammer in der Verwaltung der Kartensammlung des Königs von Preußen.
Bis 1806 publizierte Reymann die ersten Sektionen seines umfangreichsten Werkes, des Geographischen Specialatlas von Deutschland und den Nachbarländern im Maßstabe von 1:200.000: Sectionen Wieck, Arcona, Stralsund, Bergen, Demmin, Anclam.
Während des Vierten Koalitionskrieges bis zum Einzug Napoleons in Berlin am 27. Oktober 1806 verlegte Reymann die Plankammer nach Königsberg und rettete den Bestand der Kammer vor dem sicheren Verlust an die Franzosen. Erst 1815 kehrten er und die Sammlung der Plankammer nach Berlin zurück.
1836 gab er die Leitung seines Werkes mit dem Erscheinen des 142. Blattes, der Reymann’s Special-Karte von Central-Europa, an Professor Berghaus ab. In seinem 40. Dienstjahr (1837) wurde Daniel Gottlob Reymann der Rote Adlerorden III. Klasse verliehen. Er trat wenige Monate vor seinem Tod wegen geschwächter Augen als Hauptmann in den Ruhestand.
Nach dem Tod von Reymann ließ Friedrich Wilhelm III. das Werk zunächst von Karl Wilhelm von Oesfeld (1781–1843) weiterführen, dem Sohn von Carl Ludwig von Oesfeld. Später übernahm Friedrich Handtke das Kartenwerk, welches dann mehr als 330 Blätter umfasste.
Emil von Sydow schrieb über das Werk: „Die Grundlage der Reymann’schen Karte ist eine so durchaus gediegene, der Maßstab für die rechte Mitte zwischen topographischer Specialität und allgemeiner Uebersicht ein so glücklich gewählter…, dass sie für viele Bedürfnisse den Mangel topographischer Specialkarten ersetzt.“
Das Kartenwerk Daniel Gottlob Reymanns gilt als eines der besten und genauest aufgenommenen seiner Zeit. Im Deutsch-Französischen Krieg von 1870/71 wurden die preußischen Offiziere mit Karten Reymanns ausgestattet, und lobten besonders deren Genauigkeit und Detailtreue.